# Гантер Шафер
Гантер Шафер (англ. Hunter Schafer) — американська модель, акторка, художниця та правозахисниця ЛҐБТ. У 2019 році вона дебютувала як акторка, зігравши Джулс Вон в серіалі HBO «Ейфорія».

## Раннє життя
Шафер народилася в Ролі, Північна Кароліна у сім'ї Кеті та Мака, який є пастором пресвітеріанської церкви Гудзона, Шаферів. У неї є дві молодші сестри та брат.
Перебуваючи в середній школі, вона протестувала проти Закону про конфіденційність та безпеку громадських об'єктів у Північній Кароліні, також відомого як «туалетний законопроєкт» (англ. bathroom bill).
В інтерв'ю вона сказала, що Інтернет допоміг їй впоратися зі своєю гендерною ідентичністю: з YouTube та соціальних медіа вона дізналася про терміни переходу людей. У 2017 році вона закінчила програму High School Visual Arts в University of North Carolina School of Arts, перейшовши туди з Needham B. Broughton High School.
Шафер є трансгендерною жінкою, заявляючи: «Я люблю, щоб люди знали, що я не цисгендерна дівчина, тому що це не те, ким я є, і не те, ким я себе відчуваю. Я пишаюся тим, що я є транслюдиною».

## Кар'єра
Шафер була моделлю у показах Dior, Miu Miu, Ріка Оуенса, Гельмута Ланга, Томмі Гілфігера, Мейсона Марджели, Вери Вонг, Марка Джейкобса, Versace, Еміліо Гуччі, Енн Демьолємейстер та Ердем, серед інших будинків моди.
Гантер Шафер потрапила до рейтингу «21 до 21» журналу Teen Vogue, та після цього взяла участь у бесіді з колишньою сенаторкою США та державною секретаркою Гілларі Клінтон, де піднімались питання розв'язання проблем, з якими стикаються жінки та дівчата по всьому світу.
У 2019 році Шафер знялася у серіалі HBO Ейфорія. Це був її акторський дебют. Окрім головної ролі в серіалі, вона також співпрацювала з творцем шоу Семом Левінсоном, щоб її персонаж та історія шоу також відображали і її досвід.

## Фільмографія
| Рік       |    | Українська назва                                | Оригінальна назва                                  | Роль                         |
| --------- | -- | ----------------------------------------------- | -------------------------------------------------- | ---------------------------- |
| 2019—2024 | с  | Ейфорія                                         | Euphoria                                           | Джулс Вон (19 епізодів)      |
| 2022      | мф |                                                 | Belle                                              | Рука Ватанабе (англ. дубляж) |
| 2023      | ф  | Голодні ігри: Балада про співочих пташок і змій | The Hunger Games: The Ballad of Songbirds & Snakes | Тігріс Сноу                  |
| 2024      | ф  | Зозуля                                          | Cuckoo                                             | Гретхен                      |
| 2024      | ф  | Види милосердя                                  | Kinds of Kindness                                  | Анна                         |
|           | с  | Той, хто біжить по лезу 2099                    | Blade Runner 2099                                  |                              |